# Iglesia de Nuestra Señora del Rosario (Rivabellosa)
La iglesia de Nuestra Señora del Rosario es un templo situado en el concejo de Rivabellosa, en el municipio alavés de Ribera Baja.

## Descripción

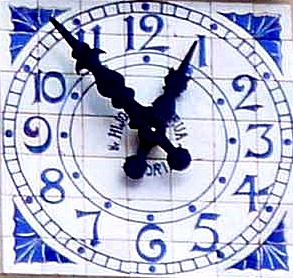
Detalle del reloj de la iglesia

Terminada de construir en el XVII, está protegida bajo la categoría de «conjunto monumental», como parte del Camino de Santiago. Se menciona como iglesia parroquial del lugar en el Diccionario geográfico-estadístico-histórico de España y sus posesiones de Ultramar de Pascual Madoz, donde se asegura que, a mediados del siglo XIX, estaba «servida por un cura y un sacristan». Décadas después, ya en el siglo XX, Vicente Vera y López vuelve a reseñarla en el tomo de la Geografía general del País Vasco-Navarro dedicado a Álava, en el que se describe como parroquia «de categoría de entrada, bajo la advocación de Nuestra Señora del Rosario, perteneciente al arciprestazgo de La Ribera». «Antes estuvo servida por tres beneficiados de ración entera y uno de cuarta parte; tuvo dos ermitas que han quedado arruinadas», se añade.
Los registros sacramentales de bautismos, matrimonios y decesos generados por la parroquia de Nuestra Señora del Rosario desde el siglo XV hasta el final del XIX se conservan con los del resto de iglesias de la provincia en el Archivo Histórico Diocesano de Vitoria, donde pueden consultarse.